# Terry Rozier
Pour les articles homonymes, voir Rozier.
Terry William Rozier III, né le 17 mars 1994 à Cleveland dans l'Ohio, est un joueur américain de basket-ball. Il évolue aux postes de meneur et arrière.

## Jeunesse
Rozier est né à Youngstown en Ohio en 1994. Son père, Terry Rozier Sr., a été emprisonné pendant 8 ans à partir de deux mois après la naissance de Rozier. Puis, en 2005, après avoir participé à un vol en 2003 Rozier Sr. a été condamné à 13 ans pour enlèvement, vol et homicide involontaire. En conséquence, Rozier a été élevé principalement par sa mère, Gina Tucker, et sa grand-mère, Amanda Tucker.

## Carrière au secondaire
Rozier a été diplômé du lycée Shaker Heights (en) à Shaker Heights, en Ohio, en 2012. Au cours de sa dernière année, il a obtenu en moyenne 25,6 points, 6,5 rebonds, 4,5 aides et 4,7 interceptions, menant Shaker à un record de 21–3 et les portant à la demi-finale régionale en 2012 pour la première fois depuis 2002. Il a été un joueur de la All-Lake Erie League pendant trois ans et a été classé 74e au classement général des 100 meilleurs joueurs de l’ESPNU 2012.
En raison des notes, Rozier a joué pour Hargrave Military Academy (en) pendant un an avant de rejoindre Louisville. Au cours de sa saison 2012-2013 à Hargrave, Rozier a obtenu en moyenne 29,3 points, 7,8 rebonds et 5,6 passes et a remporté le Kentucky Derby Festival Basketball Classic MVP en 2012 et le deuxième dans les concours de basket-ball et de trois points, tandis que l’équipe a fini avec une fiche de 38 victoires et 8 défaites.

## Carrière universitaire
En première année aux Cardinals de Louisville en 2013-2014, Rozier a fini avec une moyenne de 7,0 points et de 3,1 points en 37 matchs, et a fait partie de l’équipe des recrues d’AAC. En deuxième année en 2014-2015, Rozier a mené les Cardinals en marquant 17,1 points par match et a été nommé dans la deuxième équipe All-ACC,. Le 30 mars 2015, Rozier et son coéquipier et de Louisville Montrezl Harrell, ont annoncé leur intention de se présenter à la draft de la NBA pour 2015.

## Carrière professionnelle

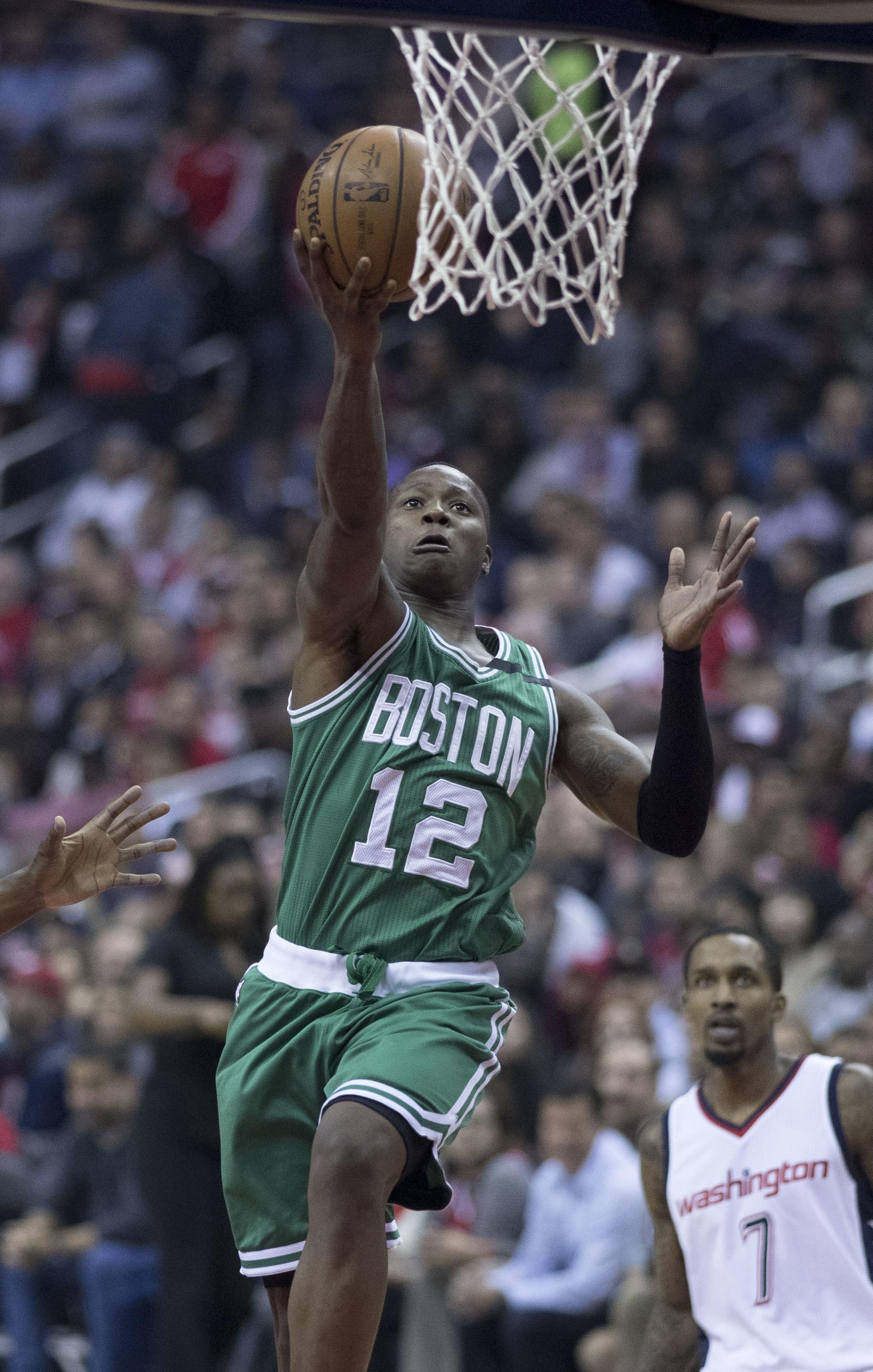
Les Wizards contre les Celtics, le 12 mai 2017

### Celtics de Boston (2015-2019)

#### Saison 2015-2016
Le 25 juin 2015, Rozier a été sélectionné par les Celtics de Boston avec le 16ème choix au repêchage de la NBA en 2015. Le 27 juillet 2015, il a signé son contrat en tant que recrues avec les Celtics. Entrant dans sa saison recrue, il établit des comparaisons avec Damian Lillard. Pendant sa saison recrue, il a reçu de multiples affectations aux Red Claws du Maine, filiale de la D-League de Boston. Il a participé à 39 matchs de la saison régulière pour les Celtics en 2015-2016, marquant deux fois sept points en pleine saison. Dans son premier match éliminatoire, il a marqué 10 points sur 4 sur 7 tir contre les Hawks d'Atlanta.

#### Saison 2016-2017
Le 12 novembre 2016, Rozier a marqué le plus de point de sa carrière avec 11 points dans une victoire de 105 à 99 sur les Pacers de l'Indiana. Il a dépassé cette marque neuf jours plus tard, marquant 12 points dans une victoire de 99–93 sur les Timberwolves du Minnesota. Le 7 décembre, il a eu un match de 16 points dans une victoire de 117 à 87 contre le Magic d'Orlando. Le 19 mars 2017, il a enregistré son premier doublé en carrière avec 14 points et 10 rebonds lors d'une défaite de 105–99 contre les 76ers de Philadelphie.

#### Saison 2017-2018
Le 24 novembre 2017, Rozier marque 23 points dans une victoire de 118 à 103 contre le Magic d'Orlando. Le 3 janvier 2018, Rozier a marqué 20 points dans une victoire de 102-88 contre les Cavaliers de Cleveland. Le 31 janvier, Rozier enregistra sa première carrière triple-double dans son premier match en tant que partant pour aider les Celtics à une victoire de 103-73 contre les Knicks de New York. Il est devenu le deuxième joueur de l’histoire de la NBA avec un triple-double dans son premier départ, rejoignant Tony Wroten, qui a établi le premier record le 13 novembre 2013, avec les 76ers de Philadelphie. Deux jours plus tard, Rozier a marqué 31 points dans une victoire de 119 à 110 contre les Hawks. Le 25 mars, dans son sixième départ à la place du blessé Kyrie Irving, Rozier a marqué 33 points dans une victoire de 104 à 93 contre les Kings de Sacramento. Il a également eu cinq rebonds et trois aides, et a fini 12 sur 16 sur ses tirs, dont 8 sur 12 sur des 3 points. 
Au deuxième match de la série éliminatoire des Celtics contre les Bucks de Milwaukee, Rozier a marqué 23 points pour aider Boston à prendre une avance de série 2-0 avec une victoire de 120-106. Dans le septième match, Rozier a marqué 26 points dans une victoire de 112 à 96 contre les Bucks. Dans le match 1 de leur deuxième série contre les 76ers, Rozier a enregistré 29 points, huit rebonds et six aides dans une victoire de 117-101. Dans le sixième match des finales de la Conférence de l'Est, Rozier a marqué 28 points dans une défaite de 109-99 contre les Cavaliers. Dans le match 7, Rozier a manqué les 10 tentatives en 3 points, alors que les Celtics se sont inclinés des séries éliminatoires avec une perte de 87 à 79.

#### Saison 2018-2019
Au début de novembre, Rozier aurait été mécontent de son temps de jeu pour commencer la saison 2018-2019, passant de starter a joueur sur le banc. Le 9 novembre, Rozier a remporté 22 points en saison dans une défaite de 123 à 115 contre Jazz de l'Utah, faisant son premier départ de la saison à la place d’Irving. Le 23 janvier, il a marqué 22 de ses 26 points dans la première moitié de la victoire des Celtics 123-103 contre les Cavaliers de Cleveland. Il est devenu le premier joueur de Celtics à marquer 20 points ou plus en demi sans rater un tir depuis Paul Pierce a fait 7 pour 7 et a eu 20 points dans la deuxième moitié contre les Bulls de Chicago le 30 octobre 2009.

### Hornets de Charlotte (2019-2024)
Le 1er juillet 2019, il signe un contrat de 3 ans chez les Hornets de Charlotte pour la somme de 56,7 millions de dollars,. Terry Rozier prolonge avec les Hornets en août 2021 pour un contrat de 97 millions de dollars sur quatre ans.

### Heat de Miami (depuis 2024)
En janvier 2024, il est échangé au Heat de Miami contre Kyle Lowry.

## Palmarès
- Second-team All-ACC (2015)
- AAC All-Rookie Team (2014)
- Derby Classic MVP (2012)

## Statistiques

### Universitaires
Les statistiques en matchs universitaires de Terry Rozier sont les suivants :
| Saison    | Équipe     | Matchs | Titul. | Min./m | % Tir | % 3pts | % LF | Rbds/m. | Pass/m. | Int/m. | Ctr/m. | Pts/m. |
| --------- | ---------- | ------ | ------ | ------ | ----- | ------ | ---- | ------- | ------- | ------ | ------ | ------ |
| 2013-2014 | Louisville | 37     | 10     | 18,9   | 40,1  | 37,1   | 71,2 | 3,08    | 1,81    | 1,03   | 0,05   | 7,00   |
| 2014-2015 | Louisville | 36     | 35     | 35,0   | 41,1  | 30,6   | 79,0 | 5,56    | 3,00    | 2,00   | 0,17   | 17,08  |
| Total     | Total      | 73     | 45     | 26,8   | 40,8  | 33,1   | 77,2 | 4,30    | 2,40    | 1,51   | 0,11   | 11,97  |

### Professionnelles

#### Saison régulière
| Saison    | Équipe    | Matchs | Titul. | Min./m | % Tir | % 3pts | % LF | Rbds/m. | Pass/m. | Int/m. | Ctr/m. | Pts/m. |
| --------- | --------- | ------ | ------ | ------ | ----- | ------ | ---- | ------- | ------- | ------ | ------ | ------ |
| 2015-2016 | Boston    | 39     | 0      | 8,0    | 27,4  | 22,2   | 80,0 | 1,62    | 0,95    | 0,15   | 0,03   | 1,85   |
| 2016-2017 | Boston    | 74     | 0      | 17,1   | 36,7  | 31,8   | 77,3 | 3,07    | 1,77    | 0,62   | 0,15   | 5,54   |
| 2017-2018 | Boston    | 80     | 16     | 25,9   | 39,5  | 38,1   | 77,2 | 4,70    | 2,90    | 1,00   | 0,24   | 11,25  |
| 2018-2019 | Boston    | 79     | 14     | 22,7   | 38,7  | 35,3   | 78,5 | 3,89    | 2,92    | 0,86   | 0,27   | 8,96   |
| 2019-2020 | Charlotte | 63     | 63     | 34,4   | 42,3  | 40,7   | 87,4 | 4,38    | 4,11    | 0,97   | 0,16   | 18,00  |
| 2020-2021 | Charlotte | 69     | 69     | 34,5   | 45,0  | 38,9   | 81,7 | 4,40    | 4,20    | 1,30   | 0,40   | 20,40  |
| 2021-2022 | Charlotte | 73     | 73     | 33,7   | 44,4  | 37,4   | 85,2 | 4,30    | 4,50    | 1,30   | 0,30   | 19,30  |
| 2022-2023 | Charlotte | 63     | 63     | 35,3   | 41,5  | 32,7   | 80,9 | 4,10    | 5,10    | 1,20   | 0,30   | 21,10  |
| 2023-2024 | Charlotte | 30     | 30     | 35,5   | 45,9  | 35,8   | 84,5 | 3,90    | 6,60    | 1,10   | 0,40   | 23,20  |
| 2023-2024 | Miami     | 31     | 30     | 31,5   | 42,3  | 37,1   | 91,3 | 4,20    | 4,60    | 1,00   | 0,30   | 16,40  |
| Total     | Total     | 601    | 358    | 27,8   | 42,0  | 36,7   | 82,7 | 3,90    | 3,60    | 1,00   | 0,20   | 14,30  |

Dernière mise à jour le 13 octobre 2024

#### Playoffs
| Saison | Équipe | Matchs | Titul. | Min./m | % Tir | % 3pts | % LF  | Rbds/m. | Pass/m. | Int/m. | Ctr/m. | Pts/m. |
| ------ | ------ | ------ | ------ | ------ | ----- | ------ | ----- | ------- | ------- | ------ | ------ | ------ |
| 2016   | Boston | 5      | 0      | 19,7   | 39,1  | 36,4   | 100,0 | 3,40    | 1,20    | 0,20   | 0,60   | 4,80   |
| 2017   | Boston | 17     | 0      | 16,3   | 40,2  | 36,8   | 80,0  | 2,59    | 1,88    | 0,65   | 0,24   | 5,65   |
| 2018   | Boston | 19     | 19     | 36,6   | 40,6  | 34,7   | 82,1  | 5,26    | 5,74    | 1,26   | 0,32   | 16,47  |
| 2019   | Boston | 9      | 0      | 18,0   | 32,2  | 23,5   | 75,0  | 4,33    | 1,89    | 0,44   | 0,22   | 6,44   |
| Total  | Total  | 50     | 19     | 24,7   | 39,3  | 33,5   | 80,9  | 4,00    | 3,28    | 0,80   | 0,30   | 9,82   |

Dernière mise à jour le 6 juillet 2019

## Records sur une rencontre en NBA
Les records personnels de Terry Rozier en NBA sont les suivants, :
| Type de statistique        | Saison régulière | Saison régulière                | Saison régulière | Playoffs | Playoffs                 | Playoffs      |
| Type de statistique        | Record           | Adversaire                      | Date             | Record   | Adversaire               | Date          |
| -------------------------- | ---------------- | ------------------------------- | ---------------- | -------- | ------------------------ | ------------- |
| Points                     | 43               | Pelicans de La Nouvelle-Orléans | 9 mai 2021       | 29       | 76ers de Philadelphie    | 30 avril 2018 |
| Paniers marqués            | 16               | Pelicans de La Nouvelle-Orléans | 9 mai 2021       | 11       | 76ers de Philadelphie    | 30 avril 2018 |
| Paniers tentés             | 29               | Spurs de San Antonio            | 14 février 2021  | 18       | 2 fois                   | 2 fois        |
| Paniers à 3 points réussis | 10               | @ Cavaliers de Cleveland        | 23 décembre 2020 | 7        | 76ers de Philadelphie    | 30 avril 2018 |
| Paniers à 3 points tentés  | 17               | Grizzlies de Memphis            | 12 février 2022  | 12       | @ Bucks de Milwaukee     | 26 avril 2018 |
| Lancers francs réussis     | 12               | @ Bulls de Chicago              | 8 janvier 2024   | 6        | 2 fois                   | 2 fois        |
| Lancers francs tentés      | 12               | 2 fois                          | 2 fois           | 8        | Bucks de Milwaukee       | 24 avril 2018 |
| Rebonds offensifs          | 4                | 5 fois                          | 5 fois           | 4        | @ Wizards de Washington  | 7 mai 2017    |
| Rebonds défensifs          | 10               | 2 fois                          | 2 fois           | 9        | @ Bucks de Milwaukee     | 28 avril 2019 |
| Rebonds totaux             | 11               | 2 fois                          | 2 fois           | 9        | @ Bucks de Milwaukee     | 28 avril 2019 |
| Passes décisives           | 13               | 2 fois                          | 2 fois           | 11       | @ Cavaliers de Cleveland | 21 mai 2018   |
| Interceptions              | 6                | @ Magic d'Orlando               | 24 novembre 2021 | 3        | 2 fois                   | 2 fois        |
| Contres                    | 3                | Wizards de Washington           | 14 mars 2018     | 1        | 15 fois                  | 15 fois       |
| Balles perdues             | 6                | @ Suns de Phoenix               | 24 février 2021  | 5        | @ Bucks de Milwaukee     | 20 avril 2018 |
| Minutes jouées             | 48               | Wizards de Washington           | 14 mars 2018     | 44       | @ 76ers de Philadelphie  | 5 mai 2018    |

- Double-double : 19 (dont 1 en playoffs)
- Triple-double : 2

Dernière mise à jour : 7 mars 2024

## Salaires
Les gains de Terry Rozier en NBA sont les suivants :
| Saison      | Équipe               | Salaire      |
| ----------- | -------------------- | ------------ |
| 2015-2016   | Celtics de Boston    | 1 824 360 $  |
| 2016-2017   | Celtics de Boston    | 1 906 440 $  |
| 2017-2018   | Celtics de Boston    | 1 988 520 $  |
| 2018-2019   | Celtics de Boston    | 3 050 390 $  |
| 2019-2020   | Hornets de Charlotte | 19 894 737 $ |
| Total Gains | Total Gains          | 28 664 447 $ |
| 2020-2021   | Hornets de Charlotte | 18 900 000 $ |
| 2021-2022   | Hornets de Charlotte | 17 905 263 $ |

## Vie personnelle
Terry Rozier est ouvertement affilié au gang GMB (Get money Boyz).